# Agim Poshka
Agim Poshka, född 11 maj 1977 i Struga (Strugë) i Makedonien, är en albansk sångare, känd för sina många deltaganden i musikfestivaler, främst Festivali i Këngës. 

## Karriär
Poshka debuterade i Festivali i Këngës 40 år 2001 med låten "Meditim". 2002 deltog han i Festivali i Këngës 41 med låten "Unë do vij". 2004 deltog han i tävlingen för första gången sedan den blev landets uttagning till Eurovision Song Contest. I Festivali i Këngës 43 hette hans bidrag "Të kam, s'të kam" med vilket han inte tog sig till finalen. 2005 deltog han i Festivali i Këngës 44 med "Nostalgji" och lyckades ta sig till finalen, där dock enbart topp tre avslöjades. Samma år deltog han även i PoliFest med "Një ëndërr që së pash!". 
2006 debuterade han i Top Fest med låten "Albanian Mambo" som även nominerades vid Zhurma Show samma år. Han deltog i samma tävling året därpå med "Vitët ikin". Han deltog även i Festivali i Këngës 46 med "Kujt i thëm të dua" år 2007. Han tog sig till finalen och slutade där på 12:e plats med 8 poäng (av 17 finalister). 2008 deltog han i Festivali i Këngës 47 med "Fajtor për ngrohjen globale" som han skrev tillsammans med Olsen Maze. Alla deltagare var detta år direktkvalificerade till finalen, där han slutade på 13:e plats av 20 deltagare med 56 poäng. Han deltog även i Festivali i Këngës 49 år 2010 men åkte där ut i semifinalen med låten "Bota.com.vetmi" som han skrev med Olsa Poshka. Han debuterade i Kënga Magjike 2011 med låten "Bardh e zi". 
I december 2014 kommer Poshka att delta i Festivali i Këngës 53 med låten "Në rrugën tonë".
Poshka har släppt två studioalbum, Kjo tokë (2002) och Meditim (2003). Sitt andra album, Meditim, släpptes i oktober 2003 med låtar skrivna och komponerade av Alfred Kaçinari och Edmond Zhulali.

## Diskografi

### Studioalbum
- 2002 – Kjo tokë
- 2003 – Meditim